# Porto de São Lourenço

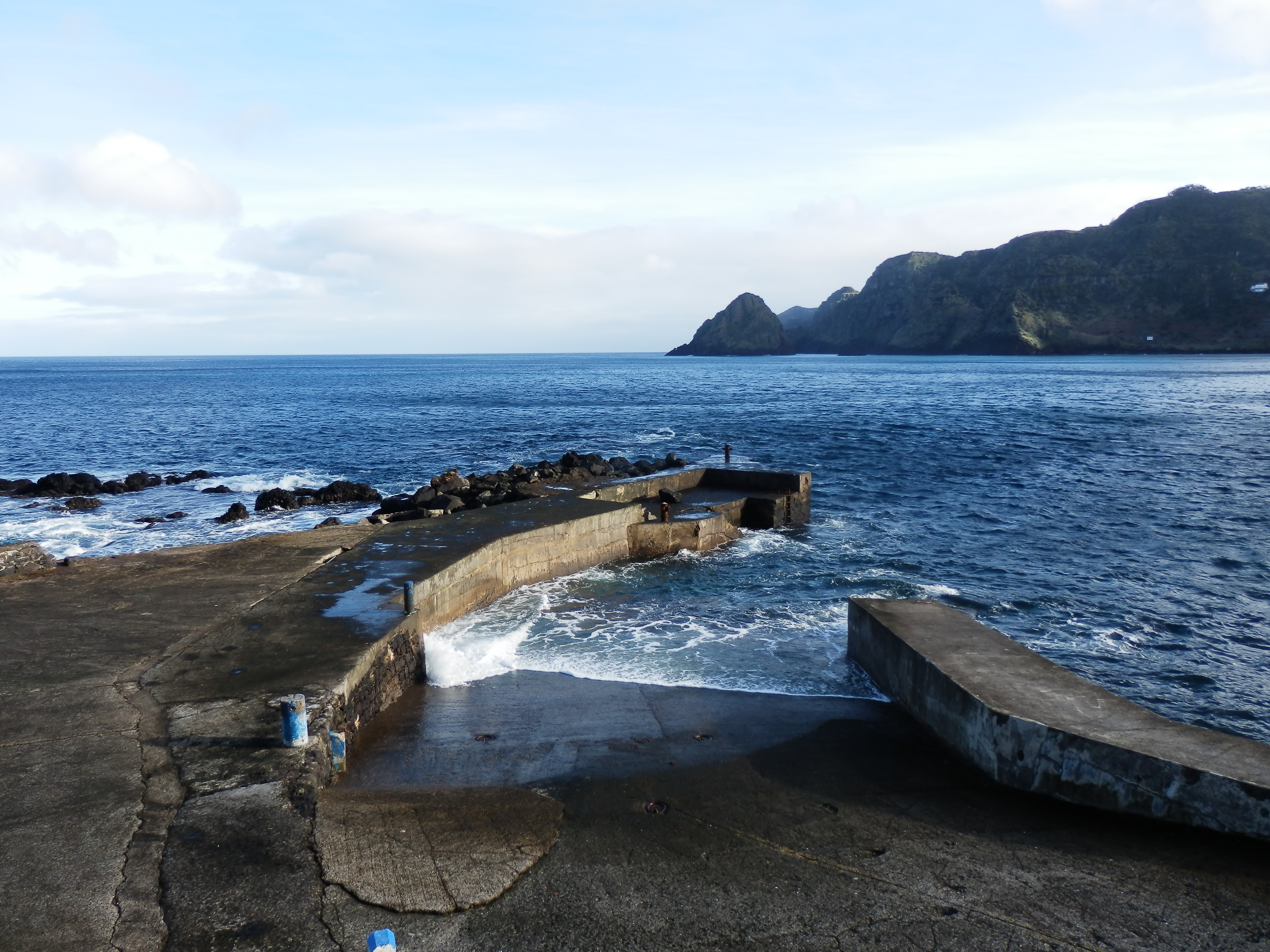
Rampa do porto de São Lourenço

A Porto de São Lourenço localiza-se na baía de São Lourenço, na freguesia de Santa Bárbara, concelho da Vila do Porto, na ilha de Santa Maria, nos Açores.

## História
Contam os antigos que os vestígios de um paredão existente no acesso à rampa do antigo porto, seria parte da estrutura de um antigo Forte da Baía de São Lourenço, Relatado por FIGUEIREDO (1960) como, "um castello com duas peças [de artilharia], vigia em dois logares. (...)" que protegia a baía dos assaltos dos piratas e corsários que assolaram a Ilha.

Esta baía era utilizada para abrigo de navios e frotas piscatórias quando as tempestades assolavam estas paragens, assim o porto de São Lourenço servia também para abastecer as tripulações de água fresca.

Esporádicamente utilizou-se como  porto de cabotagem quando o porto de Vila do Porto estava inoperacional, por mau tempo ou ondulação, ou ainda por imperativo de abastecimento ás populações, para este efeito era dotado de um agente residente da GNR, extinguindo-se o posto nos anos 90 do século passado.

O pescado era pesado e registado por um funcionário doa serviços da lota, numa balança romana pendurada num pau de carga, serviço que também já foi extinguido.

Foi entretanto modificado, sofrendo obras profundas, movendo-se a rampa de acesso para poente mais perto do cabeço do cais, criando-se um acesso rodoviário a esta infraestrutura, obra que não resultou plenamente devido à difícil operacionalidade da nova rampa.

Por força da legislação desde 1987 encontra-se classificada dentro da Reserva Natural da Baía de São Lourenço.

## Situaçao Geográfica
Foi implantado no extremo Norte da baia de São Lourenço na costa Oriental da ilha,na "ponta que já se disse chamada do Pe. Manoel de Sousa(...)," nessa pequena enseada ladeada a Norte por um pequeno outeiro e instalado a Norte da povoação de São Lourenço.

A rampa do porto têm as coordenadas  36°59'43.06"N 25° 3'14.28"W.

## Caraterísticas
Pequeno porto na costa Oriental da Ilha, serve uma pequena comunidade piscatória local lúdica, muito utilizado na época de veraneio por embarcações de recreio e a plataforma do cais como solário e acesso a zona pesca e banhos, construído numa enseada abrigada dos ventos predominantes, dotado de um varadouro, um pequeno cais com escadas, um pequeno parque de estacionamento para embarcações de pequeno porte e pode operar embarcações de pequeno calado.

Com operação bastante restrita, é muito afetado pela ondulação de Leste e pelas maresias de Nordeste, fenómeno conhecido por "Mar da Formiga" ou "Mar das Formigas", que afeta também outros portos da costa Norte e Leste da Ilha.

Carateriza-se por estar inserido numa baía muito abrigada a ventos de quase todos os quadrantes, com acesso no enfiamento Nordeste, baixa batimetria e    alguns baixios à esquerda da sua entrada.

## Galeria

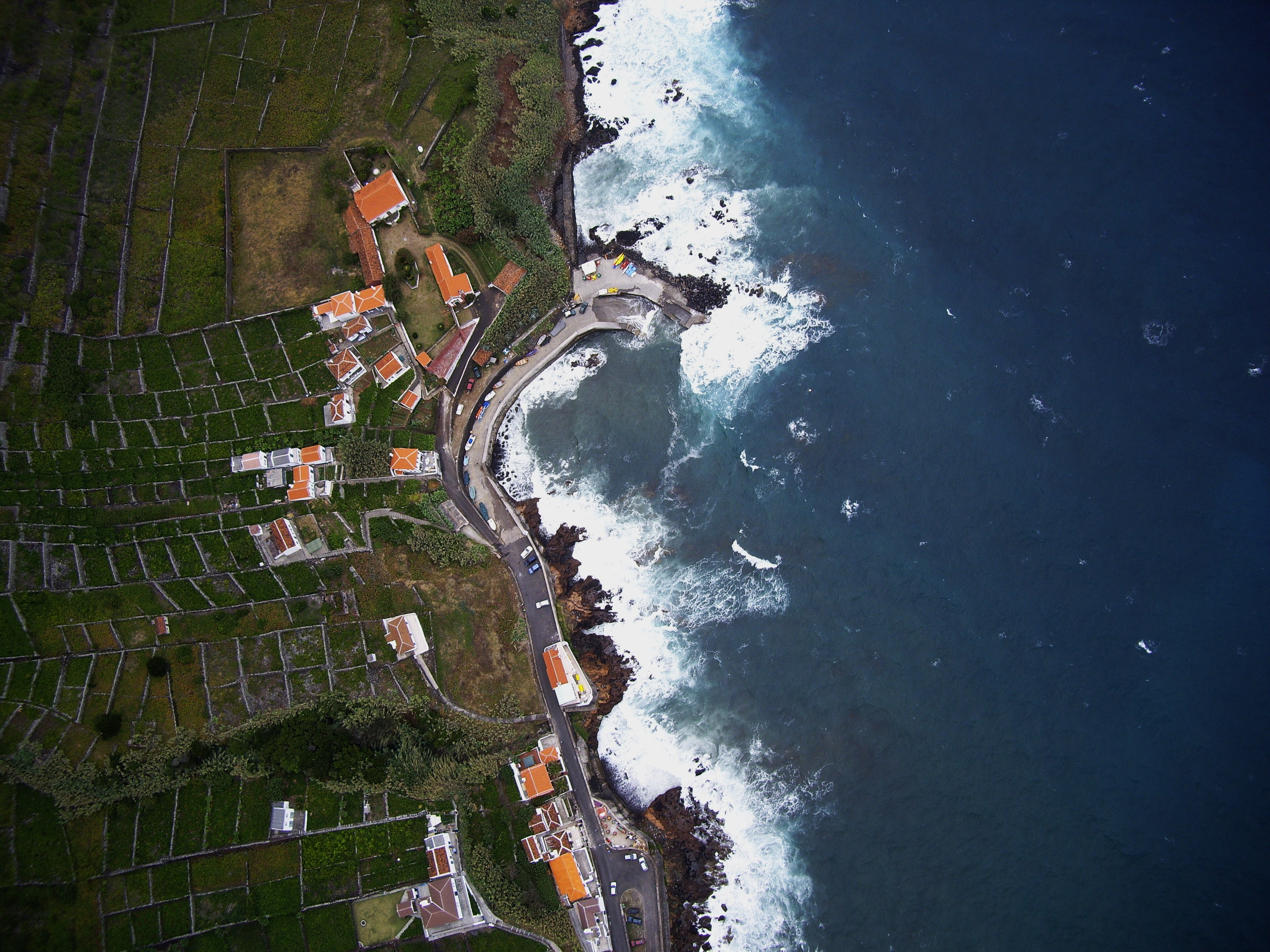
vista aérea 2007
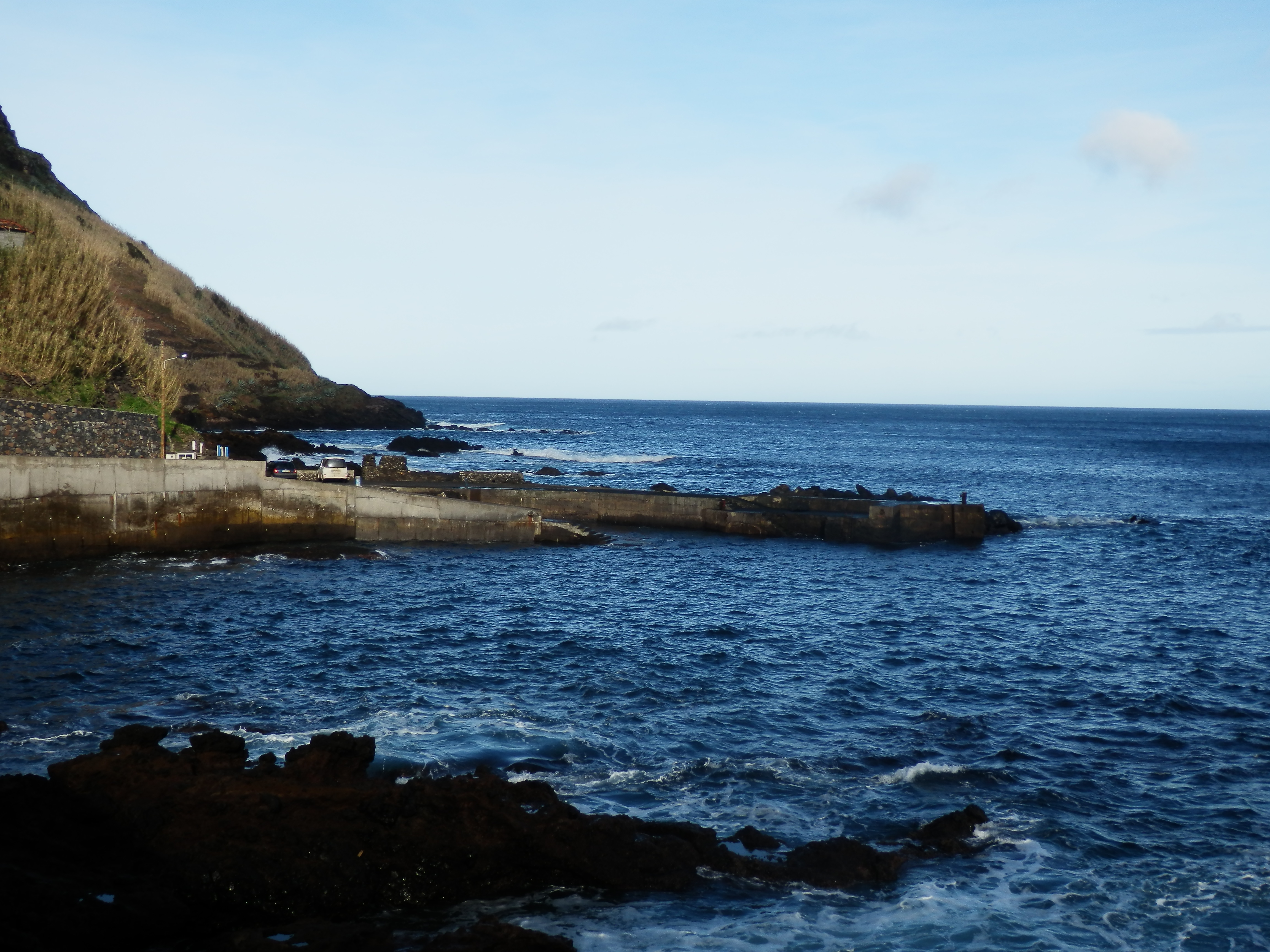
Panorâmica
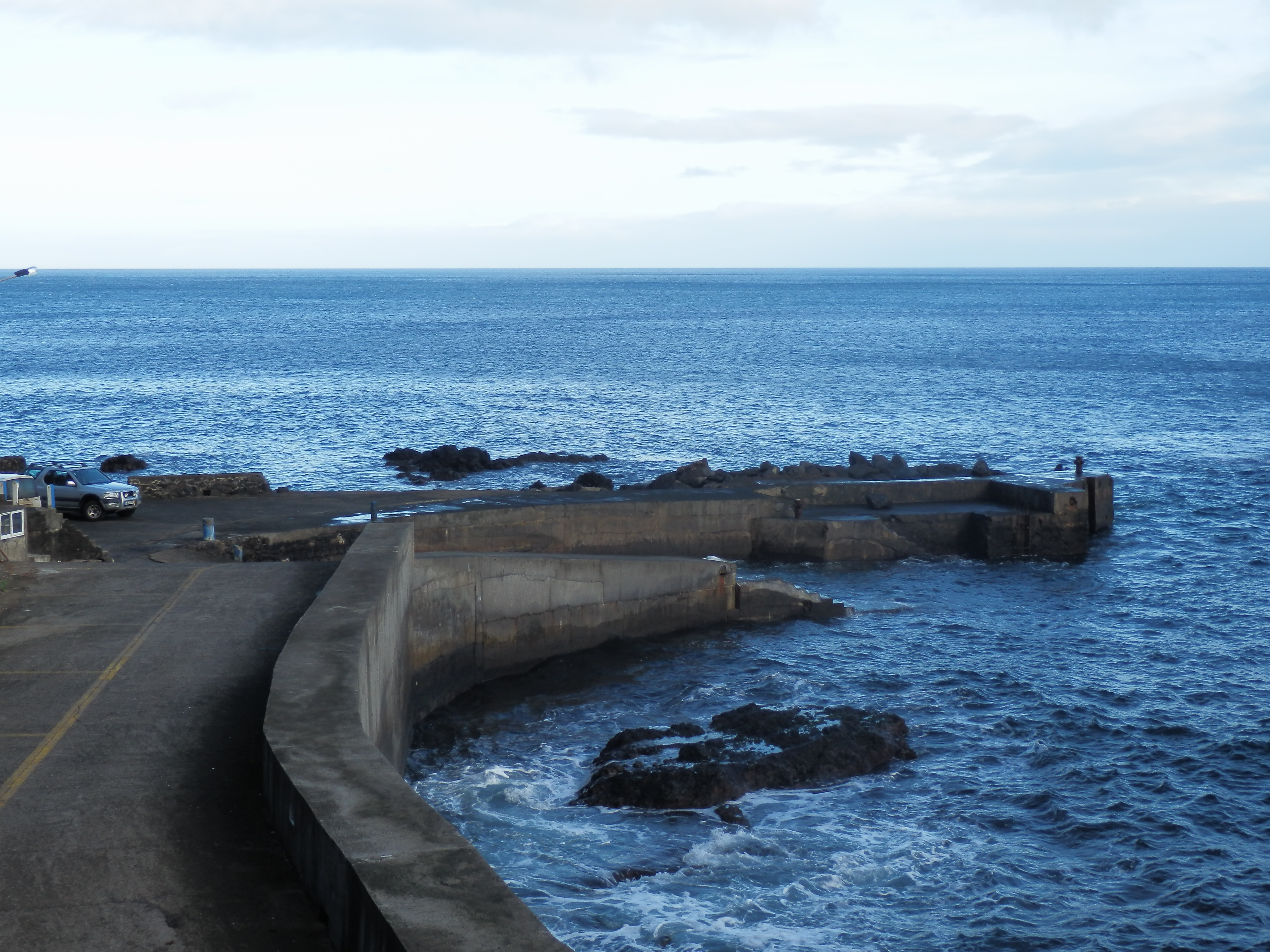
Acesso
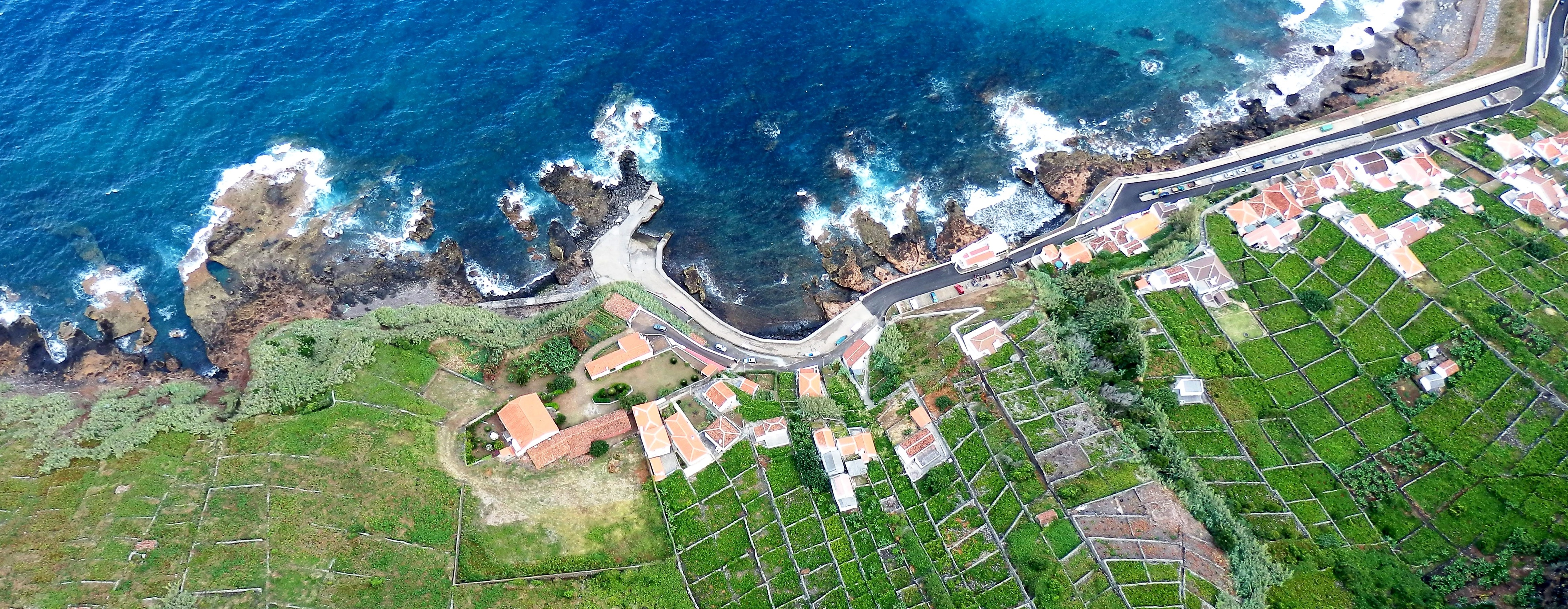
Vista aérea 2012
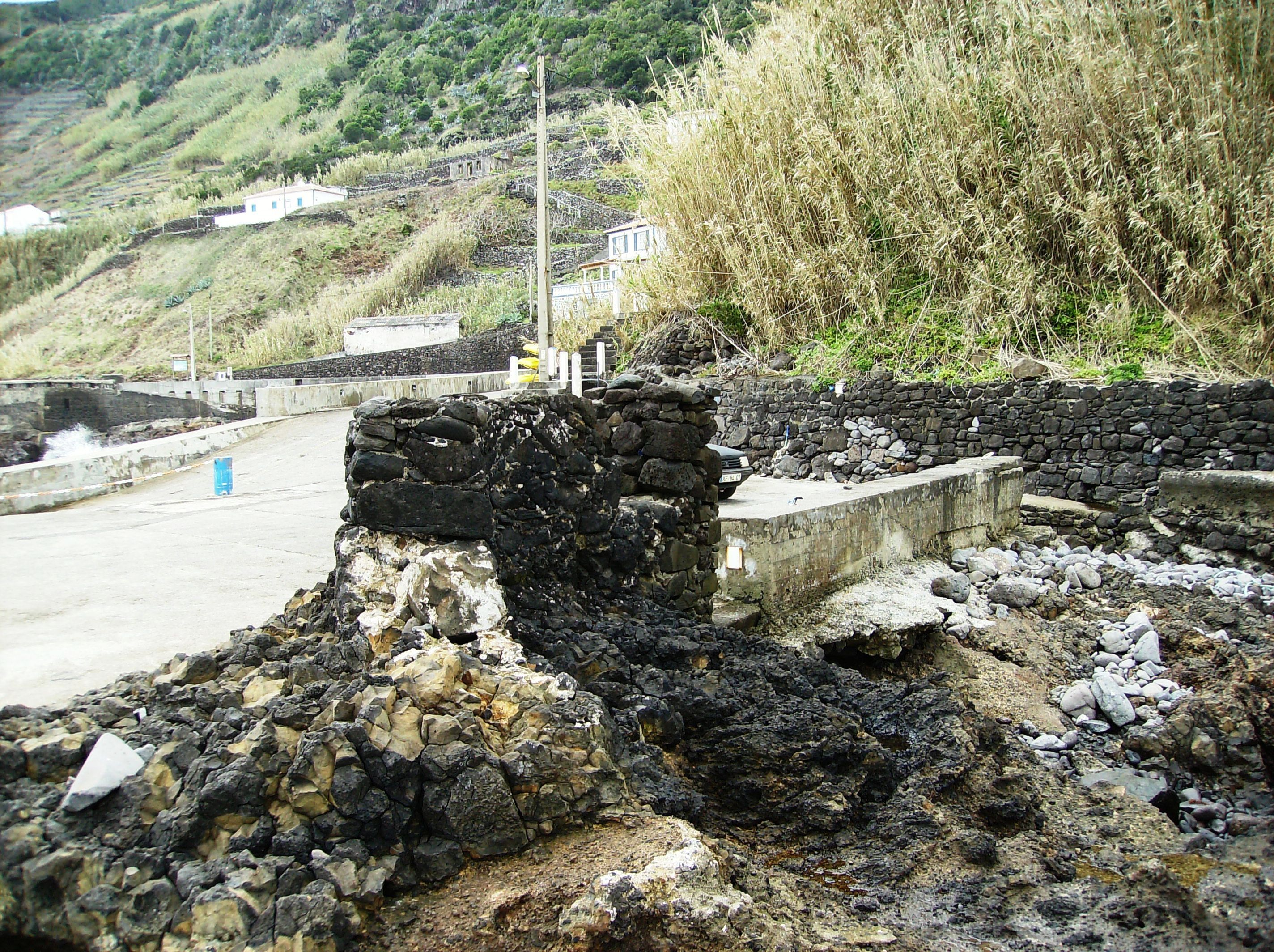
Vestígios do Forte